# Дейв Ейблсон
Дейв Ейблсон (англ. Dave Abelson; нар. 13 лютого 1975) — колишній канадський тенісист.
Найвищу одиночну позицію світового рейтингу — 822 місце досяг 28 лютого 2000, парну — 307 місце — 2 жовтня 2000 року.

## Титули ITF Ф'ючерс

### Парний розряд: (1)
| Ранг | Дата     | Турнір             | Покриття | Партнер    | Суперники                          | Рахунок   |
| ---- | -------- | ------------------ | -------- | ---------- | ---------------------------------- | --------- |
| 1.   | Лис 1999 | Таїланд F2, Паттая | Тверде   | Ешлі Фішер | Бартоломей Домбровський Б'єрн Якоб | 6–4, ret. |